# Sofja Fiodorowa
Sofja Wiaczesławowna Fiodorowa (ros. Софья Вячеславовна Фёдорова; ur. 4 września 1998) – rosyjska snowboardzistka, specjalizująca się w konkurencjach slopestyle i big air.

## Kariera
Po raz pierwszy na arenie międzynarodowej pojawiła się 4 listopada 2015 roku w Landgraaf, gdzie w zawodach Pucharu Europy w slopestyle'u zajęła drugie miejsce. W 2016 roku wystąpiła na mistrzostwach świata juniorów w Seiser Alm, zdobywając srebrny medal w tej konkurencji i złoty w big air. W zawodach Pucharu Świata zadebiutowała 12 listopada 2016 roku w Mediolanie, zajmując 20. miejsce w big air. Pierwszy raz na podium zawodów tego cyklu stanęła 16 marca 2018 roku w Seiser Alm, wygrywając rywalizację w slopestyle'u. W zawodach tych wyprzedziła Silje Norendal z Norwegii i Czeszkę Šárkę Pančochovą. W sezonie 2017/2018, kiedy to zajęła czwarte miejsce w klasyfikacji generalnej AFU, a w klasyfikacji slopestyle'u zdobyła Małą Kryształową Kulę.
W 2017 roku wystartowała na mistrzostwach świata w Sierra Nevada, gdzie była trzynasta w big air i osiemnasta w slopestyle'u. Na rozgrywanych rok później igrzyskach olimpijskich w Pjongczangu zajęła odpowiednio 21. i 8. miejsce.

## Osiągnięcia

### Igrzyska olimpijskie
| Miejsce | Dzień     | Rok  | Miejscowość | Konkurencja | Zwyciężczyni   |
| ------- | --------- | ---- | ----------- | ----------- | -------------- |
| 8.      | 12 lutego | 2018 | Pjongczang  | Slopestyle  | Jamie Anderson |
| 21.     | 22 lutego | 2018 | Pjongczang  | Big air     | Anna Gasser    |

### Mistrzostwa świata
| Miejsce | Dzień    | Rok  | Miejscowość   | Konkurencja | Zwyciężczyni  |
| ------- | -------- | ---- | ------------- | ----------- | ------------- |
| 18.     | 11 marca | 2017 | Sierra Nevada | Slopestyle  | Laurie Blouin |
| 13.     | 17 marca | 2017 | Sierra Nevada | Big air     | Anna Gasser   |

### Puchar Świata

#### Miejsca w klasyfikacji generalnej AFU
- sezon 2016/2017: 32.
- sezon 2017/2018: 4.

#### Miejsca na podium w zawodach
1. Seiser Alm – 16 marca 2018 (slopestyle) - 1. miejsce